# Vajda Ferenc (költő)
Vajda Ferenc (írói álnevei: Marosi Ferenc, Sashalmi Ferenc;  Magyaró, 1936. február 10. –) erdélyi magyar költő, szerkesztő.

## Életútja
Középiskolai tanulmányait Marosvásárhelyen a Református Kollégiumban (1947–49), majd a Mezőgazdasági Középiskolában folytatta (1949–54). 1958-ban a Bolyai Tudományegyetemen, magyar–orosz szakon szerzett tanári oklevelet. A Bányavidéki Fáklya újságírója (1958–68), majd a marosvásárhelyi rádió főtitkára (1968–85). 1986-ban három hónapot Balánbányán bányászként dolgozott. 1987–89-ben a marosvásárhelyi Megyei Könyvtár osztályvezetője. 1989-től betegnyugdíjas.

## Munkássága
1965-től jelentek meg prózai írásai, versei az Utunk, Igaz Szó, Új Élet, Előre, Ifjúmunkás, Jóbarát, Vörös Zászló, Bányavidéki Fáklya, Szatmári Hírlap, Hargita, Romániai Magyar Szó hasábjain. Verseit a Varázslataink : fiatal költők antológiája (Kolozsvár, 1974), Tűzpiros szavak (gyermekversek, Bukarest, 1982), Tisztelgő szó (Bukarest, 1988) c. antológiák közölték.
Égi szín c. rádiójátékát a marosvásárhelyi színészek adták elő; Nem egyszer születünk c. darabját Görgényüvegcsűrön mutatták be 1990-ben. Szerkesztésében jelent meg A testvériség az egész nemzet éltető forrása c. irodalmi összeállítás (Marosvásárhely, 1980) és az Égett földön – új élet. Montázs prózában és lírában az 1907-es parasztfelkelésről és a mezőgazdaság szövetkezetesítésének 20. évfordulójáról (Marosvásárhely, 1982).

## Önálló kötetei
- Szétosztott álom (versek, Kolozsvár, 1980)
- Nehéz csönd (versek, Szabadka, 1983)
- Havasi világ. Gyermekversek; Impress, Marosvásárhely, 2001
- A magam hangján (versek, Kolozsvár, 2003)
- A gyönyör városában (Déva, 2003)